# أتيلا سافولت
أتيلا سافولت (بالمجرية: Sávolt Attila)‏ مواليد 5 فبراير 1976 في بودابست، هو لاعب كرة مضرب مجري سابق بدأ مسيرته كمحترف سنة 1995 وكان يلعب باليد اليمنى، اعتزل اللعب في 2006. أعلى تصنيف له في الفردي كان المركز الـ 68 في سنة 2002. سبق أن شارك في دورة الألعاب الأولمبية الصيفية.

## وصلات خارجية
- أتيلا سافولت على موقع رابطة محترفي التنس (الإنجليزية)
- أتيلا سافولت على موقع الاتحاد الدولي لكرة المضرب (الإنجليزية)
- أتيلا سافولت على موقع كأس ديفيز (الإنجليزية)
- أتيلا سافولت على موقع خلاصة التنس.كوم (الإنجليزية)
- أتيلا سافولت على موقع أوليمبيديا (الإنجليزية)